# Represión política en la Unión Soviética

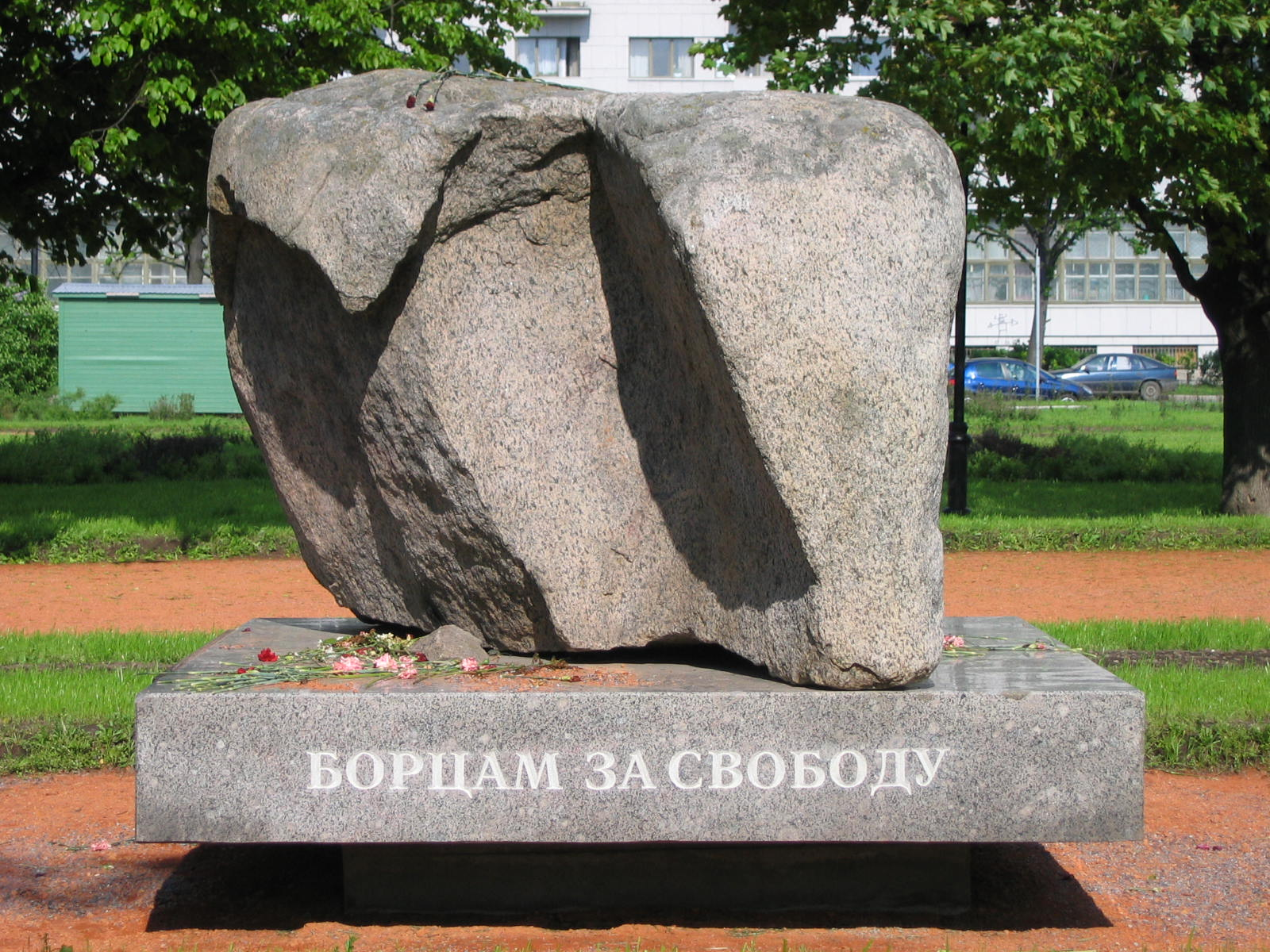
El monumento conmemorativo a las víctimas del Gulag en San Petersburgo fue hecho a partir de una roca del Campo de trabajos de Solovkí, el primer campo de detención en el sistema Gulag. El 30 de octubre, se celebra el Día de conmemoración de las víctimas de la represión política en torno a este monumento.

A lo largo de la historia soviética, millones de personas se convirtieron en víctimas de la represión política de la Unión Soviética, que fue en varios grados un instrumento de política interna de la URSS desde los primeros días posteriores a la Revolución de Octubre. Tuvo su punto más alto durante la era estalinista, pero todavía existió durante el período de "deshielo" (relajamiento de la censura) de Nikita Jrushchov, seguido por un incremento de la persecución de los disidentes soviéticos durante el estancamiento brezhneviano y no dejó de existir incluso durante la perestroika.

## Orígenes y primera época soviética
En un inicio, la base teórica de la represión fue la visión marxista en la lucha de clases y la consiguiente noción de la dictadura del proletariado. El fundamento jurídico se formalizó en el Artículo 58 del código penal de la RSFS de Rusia y artículos similares para otras repúblicas soviéticas.
El término "represión", "terror" y otras palabras de fuerte contenido eran términos normales utilizados en la política interna del Estado soviético inicial, reflejando el hecho de que la dictadura del proletariado debía aplicar la fuerza de forma despiadada para eliminar la resistencia de las clases sociales que el marxismo consideraba antagonista al proletariado. Esta fraseología fue gradualmente abolida tras el proceso de desestalinización, pero el sistema de persecución de opiniones y actividades políticas se mantuvo hasta la disolución de la Unión Soviética.
Los disidentes eran llamados "enemigos del pueblo". Los castigos infligidos por el Estado incluyeron la ejecución sumaria, la tortura, el envío de personas al Gulag, reasentamientos forzados y el despojo de los derechos civiles. Algunas veces, todos los miembros de una familia, incluyendo a los niños, eran castigados como "familiares de traidores a la Madre Patria". La represión fue llevada a cabo por la Checa, OGPU y el NKVD en varias oleadas consecutivas conocidas como Terror Rojo, Colectivización, Gran Purga, Complot de los médicos, entre otros. En numerosas ocasiones, la policía secreta dirigía masacres de prisioneros. La represión fue ejercida en las repúblicas soviéticas y en los territorios liberados por el Ejército Rojo durante la Segunda Guerra Mundial, incluyendo las Repúblicas bálticas y Europa del Este.
La represión estatal llevó a la resistencia, la cual fue brutalmente sofocada por las fuerzas militares, como fue el caso de la Rebelión de Tambov, la Rebelión de Kronstadt y el Levantamiento de Vorkutá. Durante la Rebelión de Tambov, las fuerzas militares bolcheviques utilizaron armas químicas contra pueblos con población civil y rebeldes. Ciudadanos prominentes de los pueblos fueron, a menudo, tomados por rehenes y ejecutados si los rebeldes no se rendían.

## Terror Rojo

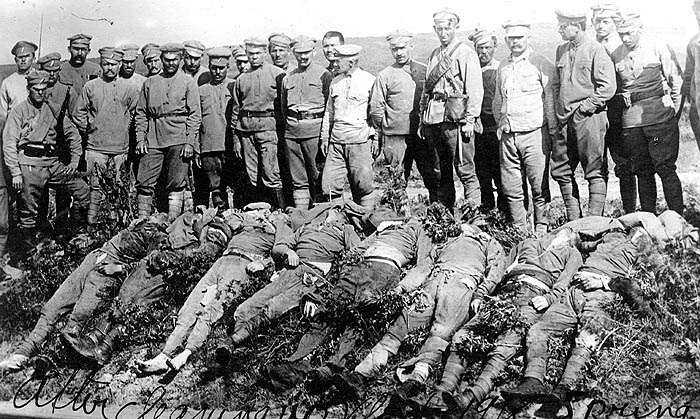
Checoslovacos víctimas de los bolcheviques cerca de Vladivostok.

El Terror Rojo en la Unión Soviética fue la campaña de arrestos masivos y ejecuciones llevadas a cabo por el gobierno bolchevique. El Terror Rojo fue anunciado oficialmente el 2 de septiembre de 1918 por Yákov Sverdlov y terminó alrededor de octubre de 1918; sin embargo, Serguéi Melgunov aplicó este término a las represiones de todo el período de la Guerra Civil Rusa (1918-1922).

## Colectivización
La colectivización en la Unión Soviética fue una política implantada entre 1928 y 1933 para consolidar las tierras de particulares en granjas colectivas ( en ruso, Колхоз, koljós, plural ruso koljózy) y en granjas estatales (en ruso, cовхоз, sovjós o sovkhós). Los líderes soviéticos estaban seguros de que el reemplazo de las granjas individuales por koljózy incrementarían de inmediato las reservas de alimentos para la población urbana, la oferta de materias primas para la industria y las exportaciones agrícolas, en general. La colectivización era vista, entonces, como la solución a la crisis en la distribución agrícola (mayormente en el reparto de granos) que se había desarrollado desde 1927 y se estaba agravando a la vez que la Unión Soviética presionaba con su ambicioso programa de industrialización. Como el campesinado, con la excepción del sector más pobre, se resistió a la política de colectivización, el gobierno soviético recurrió a medidas más duras para forzar a los campesinos a colectivizarse. En su conversación con Winston Churchill, Stalin estimó en 10 millones el número de kuláks que fueron reprimidos por resistirse a la colectivización, incluyendo a aquellos deportados por la fuerza.

## Gran Purga

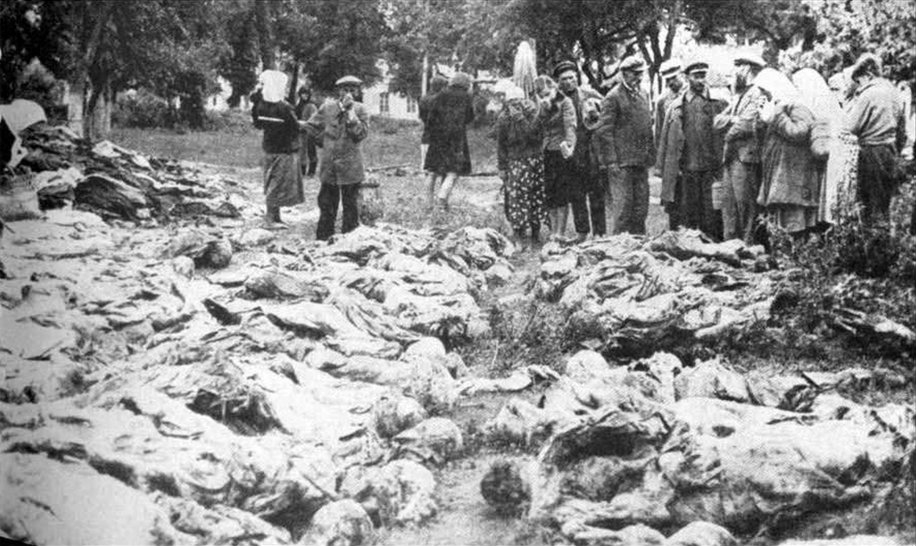
Gente de Vínnitsa en busca de parientes entre las víctimas exhumadas de la masacre de Vínnitsa en 1937.

La Gran Purga (en ruso, Большая чистка, Bolshaya chistka) fue una serie de campañas de represión política y persecución en la Unión Soviética orquestada por Stalin entre 1937 y 1938. Incluyó la purga del Partido Comunista de la Unión Soviética, represión de los kuláks, deportaciones de minorías étnicas y la persecución de personas sin afiliación política. Este período se caracterizó por una extensa vigilancia por parte de la policía, sospecha de "saboteadores", encarcelamientos y ejecuciones. Los estimados del número de muertos y de encarcelados asociados con la Gran Purga fluctúan desde la cifra de 681 692 a cerca de 2 millones de personas.[cita requerida]

## Persecución de personas LGBT
El 15 de septiembre de 1933, el subdirector de la OGPU, Guénrij Yagoda, informó a Iósif Stalin sobre el descubrimiento de una "conspiración de homosexuales" en Moscú, Leningrado y Járkov. Como señaló Yagoda en la nota explicativa, "los conspiradores se dedicaron a la creación de una red de salones y otras formaciones organizadas con la posterior transformación de estas asociaciones en células de espionaje directo".
Stalin ordenó de manera demostrativa "castigar a la escoria" e introducir la directiva correspondiente en la legislación. En la primera etapa fueron arrestadas unas 130 personas, quienes dieron las confesiones necesarias bajo tortura, y el 17 de diciembre de 1933, el Presidium del Comité Central de la URSS decidió ampliar la responsabilidad penal a la "relación antinatural". El artículo fue complementado por el Código Penal de la RSFSR el 1 de abril de 1934 en la sección "Delitos sexuales" con el número 154-а. Las relaciones sexuales "voluntarias" entre dos hombres se castigaban con entre tres y cinco años de prisión en los campos, y la "cohabitación" con el uso de la violencia se castigaba con entre cinco y ocho años.

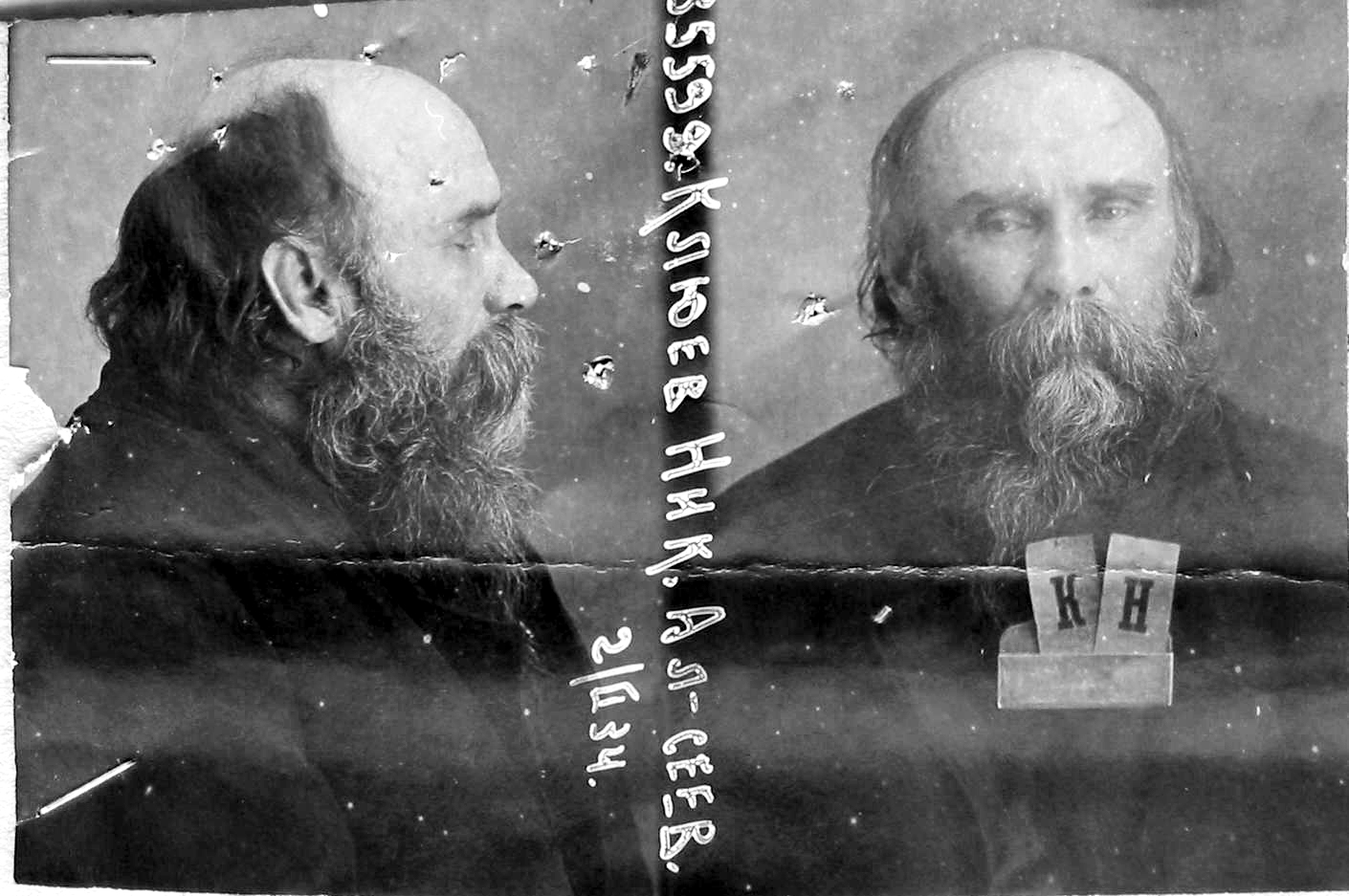
Kliúyev después del arresto

Nikolai Kliúyev fue el primer homosexual conocido que sufrió la represión soviética. El poeta fue acusado de escribir letras de amor "escritas de hombre a hombre". En febrero de 1934, Kliúyev fue arrestado en su apartamento acusado de "crear y distribuir obras literarias contrarrevolucionarias", y en 1937 le dispararon  
 
.

## Democidio, limpieza étnica y traslados de población

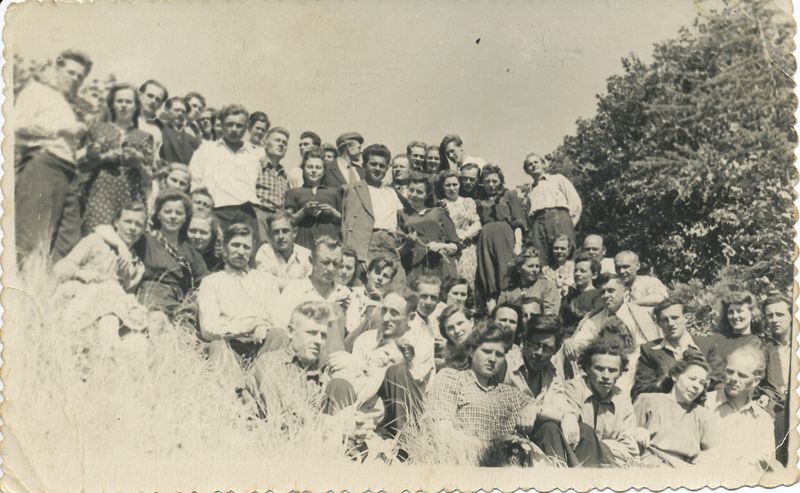
Presos políticos lituanos (deportados) en Magadan, Rusia.

En la Unión Soviética, la represión política tuvo como objetivo no solo a individuos, sino también a categorías enteras de población, sea por su etnia, clase social o religión. Los traslados de población en la Unión Soviética pueden ser clasificados en las siguientes amplias categorías: deportaciones de personas "anti-soviéticas", a menudo calificados como "enemigos del pueblo", deportaciones por nacionalidades, traslados de fuerza laboral y migraciones organizadas en direcciones opuestas para completar la limpieza étnica de los territorios. En la mayoría de los casos, sus destinos eran zonas remotas de baja densidad demográfica. 
Naciones enteras y grupos étnicos fueron castigadas colectivamente por el gobierno soviético por supuesta colaboración con el enemigo durante la Segunda Guerra Mundial. Al menos nueve grupos étnico-lingüísticos distintos, incluyendo alemanes,griegos, polacos, tártaros de Crimea, balkarios, chechenos y calmucos, fueron deportados a zonas remotas no pobladas de Siberia y Kazajistán. Los traslados de población tuvieron como consecuencia millones de muertos debido a las condiciones tan duras. Los coreanos y rumanos también fueron deportados. Para la deportación de cientos de miles de personas, el NKVD llevó a cabo operaciones masivas.
La hambruna soviética de 1932-1933 fue severamente agravada por acciones del gobierno soviéticos, tales como la confiscación de alimentos que no alcanzaron los montos de entrega planeado, sin importancia de las circunstancias, el bloqueo de la migración de población hambrienta y la supresión de información sobre la hambruna. En conjunto, se estima que las víctimas de la hambruna de 1932-1933 llegaron a 6-7 millones de personas o 6-8 millones.

## Gulag

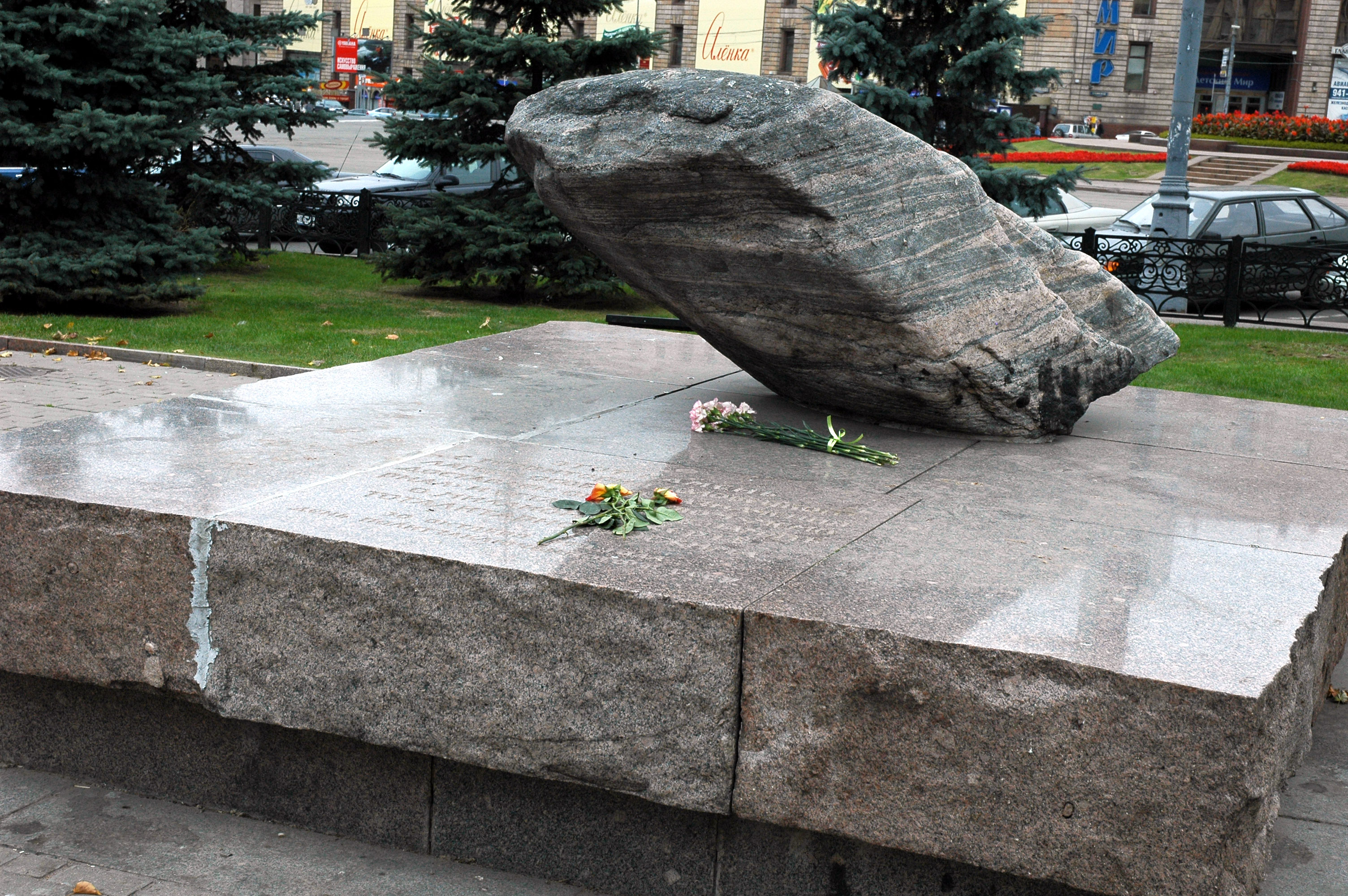
El monumento conmemorativo a las víctimas del Gulag en la Plaza Lubianka de Moscú fue hecho a partir de una roca del campo de trabajos de Solovkí, el primer campo de detención en el sistema Gulag. Inaugurado el 30 de octubre de 1990 enfrente del emblemático edificio del KGB.

Anne Applebaum explica que el Gulag "fue la rama de la Seguridad de Estado que operaba el sistema penal de los campos de trabajo forzado, los campos de tránsito y de detención asociados y las prisiones". Mientras estos campos albergaban criminales de todo tipo, el sistema de Gulag había sido conocido fundamentalmente como un lugar para prisioneros políticos y como un mecanismo para reprimir a la oposición política del Estado soviético.

## Represiones en las repúblicas bálticas
Las repúblicas bálticas de Estonia, Letonia y Lituania fueron ocupadas y anexadas por la Unión Soviética en 1940, como resultado del Pacto germano-soviético y su protocolo adicional secreto. Las represiones seguidas por las deportaciones en masa llevadas a cabo por los soviéticos. La Orden N.º 001223 del NKVD, "Sobre el procedimiento para llevar a cabo la deportación de elementos anti-soviéticos de Lituania, Letonia y Estonia", contenía instrucciones detalladas para los procedimientos y protocolos que debían ser observados en la deportación de nacionales bálticos. También se establecieron tribunales públicos para castigar a los "traidores del pueblo": aquellos que no habían cumplido el "deber político" de votar a favor de que sus países entraran a la URSS.
En el primer año de ocupación soviética, de junio de 1940 a junio de 1941, la cifra de ejecutados, conscriptos o 
deportados se estima en, por lo menos, 124.467: 59.732 en Estonia, 34.250 en Letonia y 30.485 en Lituania. En esta cifra se incluía a 8 exjefes de Estado y a 38 ministros de Estonia, 3 exjefes de Estado y 15 ministros de Letonia y al entonces presidente, 5 primeros ministros y 24 otros ministros de Lituania.
Los soviéticos habían llevado a cabo deportaciones masivas en 1940–41, pero las deportaciones entre 1944–52 fueron aún mayores. Solo en marzo de 1949, las principales autoridades soviéticas organizaron una deportación masiva de 90 000 ciudadanos bálticos. El número total de deportados en 1944–55 se ha estimado en más de medio millón: 124 000 en Estonia, 136 000 en Letonia y 245 000 en Lituania. El número estimado de muertos entre los deportados lituanos entre 1945 y 1958 fue de 20 000, incluyendo 5 000 niños.

## Antisemitismo de Estado (1948-1953)
Durante la Gran Guerra Patria en la Unión Soviética fue creado el Comité Judío Antifascista con el fin de incentivar a la comunidad internacional a incrementar el apoyo político occidental a la URSS contra la Alemania Nazi. Al finalizar la guerra, en la Unión Soviética se desató una ola de antisemitismo, por lo que varios de los exmiembros del Comité fueron encarcelados o ejecutados. Así Solomón Mijoels, el popular actor y director del Teatro Judío Estatal de Moscú, fue asesinado en 1948 por agentes del Ministerio de la Seguridad del Estado de la URSS (MGB). Durante la noche del 12 a 13 de agosto de 1952, llamada luego La Noche de los Poetas Asesinados (Ночь казнённых поэтов), trece de los más destacados escritores, poetas, artistas, músicos, y actores yidis del país fueron ejecutados en secreto bajo órdenes de Iósif Stalin en el sótano de la prisión Lubyanka en Moscú. 
El 13 de enero de 1953, el diario Pravda (órgano oficial del Partido comunista) publicó un largo artículo de cariz marcadamente antijudío, titulado Bajo la máscara de médicos universitarios hay espías asesinos y criminales, denunciando una conspiración de burgueses sionistas organizada por el Congreso Judío Mundial y financiada por la CIA estadounidense. Ese supuesto complot, que recibió el nombre de Complot de los médicos (Дело врачей), estaría operando bajo dirección de once médicos (siete de ellos judíos), que habían usado tratamientos médicos para asesinar a importantes miembros del partido comunista soviético. Solo la repentina muerte de Stalin acaecida el 5 de marzo impidió un baño de sangre.

## Era post-Stalin (1953-1991)
Tras la muerte de Iósif Stalin, se redujo drásticamente la supresión de disidentes y la represión tomó nuevas formas. Los críticos internos del sistema estaban condenados por agitación antisoviética, difamación antisoviética o como "parásitos sociales". Otros fueron calificados como enfermos mentales, con esquizofrenia progresiva y, por tanto, fueron encerrados en psijushkas o psikhushkas, esto es, en hospitales psiquiátricos utilizados como prisiones por las autoridades soviéticas. Varios disidentes notables, incluyendo a Aleksandr Solzhenitsyn, Vladímir Bukovski y Andréi Sájarov, fueron enviados al exilio interno o externo.

## Pérdidas de vidas
Puede que nunca se conozca el número exacto de víctimas y sigue siendo un tema de debate entre los historiadores. Los resultados públicos varían dependiendo del momento en que los estimados fueron hechos, en el criterio y los métodos usados para las estimaciones y en las fuentes disponibles para obtener los estimados. Algunos historiadores intentar hacer estimados separados para diferentes períodos de la historia soviética. Por ejemplo, el número de víctimas bajo el régimen de Iósif Stalin varían de 1 a 3 millones.

## Recordando a las víctimas
El Día de la Memoria de las víctimas de las represiones políticas (День памяти жертв политических репрессий, transliterado como Den' Pámyati Zhertv Politícheskij Repressiy) fue establecido desde el 30 de octubre de 1991 (excepto para Ucrania, que tiene anualmente su propio Día de la Memoria para las víctimas de las represiones políticas por parte del régimen soviético, el tercer domingo de mayo). En esta fecha, miembros de las sociedades conmemorativas toman parte activa en las reuniones de celebración.